# Leopoldo Carlucci
Pour les articles homonymes, voir Carlucci.
Leopoldo Carlucci est un réalisateur, scénariste et producteur  de cinéma italien du début du XXe siècle. 
Il a réalisé neuf films sortis entre 1915 et 1928.

## Filmographie
- 1915 : La maschera Folle
- 1916 : Sangue romagnolo
- 1916 : Il vetturale del Moncenisio[1].
- 1916 : La bestia umana
- 1917 : La flotta degli emigranti
- 1917 : I Mohicani di Parigi
- 1918 : Caino[2].
- 1921 : Teodora[3].
- 1928 : Viaggio di nozze in sette